# Festival di Berlino 1951
La 1ª edizione del Festival internazionale del cinema di Berlino si svolse al Titania-Palast di Berlino dal 6 al 17 giugno 1951.
Come direttore fu nominato lo storico del cinema Alfred Bauer, che avrebbe ricoperto questa carica fino al 1976.
I premi furono assegnati da una giuria di esperti, tutti di nazionalità tedesca, che attribuirono un punteggio da 0 ("scarsa qualità") a 3 ("alta qualità") ai film presenti nelle diverse categorie: drammatici, commedie, polizieschi o avventura, musicali e documentari. Furono inoltre conferiti riconoscimenti a film culturali, pubblicitari e a film d'arte e scienza, oltre ad alcuni premi speciali.
Il film di apertura fu Rebecca - La prima moglie di Alfred Hitchcock, proiettato fuori concorso.
Il festival incluse una retrospettiva sul cinema muto che proseguì nelle due successive edizioni.

## Storia
Nel 1950, l'ufficiale Oscar Martay dell'Alta commissione per la Germania occupata propose all'amministrazione americana di istituire un festival del cinema a Berlino. Cinque anni dopo la fine della seconda guerra mondiale la città stava cercando di rivitalizzare il suo ruolo di metropoli d'arte europea e una manifestazione di questo tipo avrebbe soddisfatto il suo desiderio di attenzione, servendo allo stesso tempo da "vetrina del mondo libero". Venne così costituito un comitato nel quale, oltre a Martay e al suo collega britannico George Turner, furono coinvolti membri del Senato di Berlino e rappresentanti dell'industria cinematografica tedesca. Nella prima riunione del 9 ottobre 1950 furono definite le date della manifestazione e venne scelto il premio da assegnare ai film in concorso, una statuetta in bronzo placcata d'oro rappresentante un orso, simbolo della città presente sullo stemma e sulla bandiera.
Come Direttore fu nominato Alfred Bauer, storico del cinema diventato consulente del governo militare britannico dopo la fine della guerra. Reperiti i fondi necessari, grazie anche a una sovvenzione del Senato e una donazione del governo interalleato che amministrava l'area di Berlino, all'inizio del 1951 il comitato organizzativo cominciò a gettare le fondamenta del festival. Tra i Paesi da invitare furono inclusi Stati Uniti, Italia, Francia, Regno Unito, Messico, India, Egitto e Australia, venne discussa l'eventuale presenza di Portogallo, Giappone e Turchia mentre la richiesta di ammettere gli stati socialisti fu respinta a larga maggioranza.
Australia, Regno Unito, Svizzera, Spagna e Stati Uniti accettarono spontaneamente l'invito e nel mese di marzo si unirono altri dodici Paesi. Francia e Italia accettarono solo alla condizione che il festival non fosse una vera competizione, a causa di una risoluzione da poco approvata dalla FIAPF, la Federazione internazionale delle associazioni di produzione cinematografica, secondo la quale le produzioni nazionali erano tenute a partecipare solo ai Festival di Cannes e Venezia. Per questo motivo venne creata una giuria tedesca anziché una internazionale e furono istituite categorie diverse da quelle dei due festival principali. 
La cerimonia di apertura si svolse il 6 luglio nella Waldbühne, anfiteatro inaugurato in occasione delle Olimpiadi del 1936, e tra le star internazionali presenti vi furono le attrici Joan Fontaine, Suzy Delair e Anita Björk, gli attori Ulf Palme e Bernard Blier e i registi Anthony Asquith, Alf Sjöberg, Göran Gentele e Jean Delannoy. Un altro ospite fu lo scrittore italiano Curzio Malaparte, in concorso con il suo film Il Cristo proibito. Numerosi furono anche gli attori tedeschi che ricevettero una calorosa accoglienza, tra cui Victor Janson, Kurt Meisel, Theo Lingen, Dorothea Wieck, Hilde Körber, Karin Hardt, Käte Haack, Margot Hielscher, Olga Tschechowa e Viktor de Kowa.
I tre film tedeschi in concorso furono accolti negativamente, anche se Malata d'amore di Rolf Hansen riuscì ad aggiudicarsi una menzione d'onore, mentre le pellicole straniere furono applaudite dal pubblico e ottennero buone recensioni da parte della critica. La risposta internazionale fu positiva e l'entusiasmo del pubblico andò al di là delle aspettative. Le critiche arrivarono solo da Berlino Est, dove la decisione di escludere a priori i film provenienti dai Paesi socialisti fu vista come la prova del fatto che il festival non era veramente un evento "internazionale" come si voleva far credere. Particolarmente duro da questo punto di vista fu il Tägliche Rundschau, quotidiano pubblicato sotto licenza sovietica: «I film hanno dato una chiara dimostrazione dello stato delle produzioni cinematografiche nei Paesi capitalisti, in particolare della situazione in un Paese occupato dagli americani: decadente nei contenuti, con sentimentalismi piccolo-borghesi e concilianti, tendenze anti-sovietiche mostruosamente agghindate, nichilismo propagandistico ed eccessi patologici». In ogni caso i residenti di Berlino Est poterono visitare il festival dato che i confini erano ancora liberamente valicabili, e proiezioni "economiche" furono effettuate nel cinema Corso, nel quartiere del Wedding.

## Giuria
- Fritz Podehl, responsabile della FSK[9] (Germania Ovest) - Presidente di giuria[10]
- Emil Dovifat, docente di giornalismo politico (Germania Ovest)
- Werner Eisbrenner, compositore e direttore d'orchestra (Germania Ovest)
- Günther Geisler, giornalista e critico (Germania Ovest)
- Walther Karsch, editore e critico teatrale (Germania Ovest)
- Hilde Lucht-Perske, membro del Consiglio Comunale di Berlino (Germania Ovest)
- Tatjana Sais, attrice (Germania Ovest)
- Ludwig Trautmann, attore, regista e produttore (Germania Ovest)
- Johannes Betzel, esercente cinematografico (Germania Ovest)

## Selezione ufficiale (parziale)
Film drammatici
- Addio Mr. Harris (The Browning Version), regia di Anthony Asquith (Regno Unito)
- Il cammino della speranza, regia di Pietro Germi (Italia)
- Il Cristo proibito, regia di Curzio Malaparte (Italia)
- Dio ha bisogno degli uomini (Dieu a besoin des hommes), regia di Jean Delannoy (Francia)
- Das gestohlene Jahr, regia di Wilfried Fraß (Germania Ovest, Austria)
- Malata d'amore (Dr. Holl), regia di Rolf Hansen (Germania Ovest)
- Muchachas de Uniforme, regia di Alfredo B. Crevenna (Messico)
- La notte del piacere (Fröken Julie), regia di Alf Sjöberg (Svezia)
- Quattro in una jeep (Die Vier im Jeep), regia di Leopold Lindtberg e Elizabeth Montagu (Svizzera)
- Das seltsame Leben des Herrn Bruggs, regia di Erich Engel (Germania Ovest)

Commedie
- ...e mi lasciò senza indirizzo (...Sans laisser d'adresse), regia di Jean-Paul Le Chanois (Francia)
- Geheimnis einer Ehe, regia di Helmut Weiss (Germania Ovest)
- Leva på Hoppet, regia di Göran Gentele (Svezia)
- La madre dello sposo (The Mating Season), regia di Mitchell Leisen (Stati Uniti)

Film polizieschi o d'avventura
- Giustizia è fatta (Justice est faite), regia di André Cayatte (Francia)
- Uomini sulla Luna (Destination Moon), regia di Irving Pichel (Stati Uniti)

Film musicali
- Cenerentola (Cinderella), regia di Wilfred Jackson, Hamilton Luske e Clyde Geronimi (Stati Uniti)
- I racconti di Hoffmann (The Tales of Hoffmann), regia di Michael Powell e Emeric Pressburger (Regno Unito)

Documentari
- The Undefeated, regia di Paul Dickson (Regno Unito)
- La valle dei castori (Beaver Valley), regia di James Algar (Stati Uniti)

Film culturali
- Begone Dull Care, regia di Norman McLaren e Evelyn Lambart (Canada)
- Der gelbe Dom, regia di Eugen Schuhmacher (Germania Ovest)
- Kleine Nachtgespenster, regia di Eugen Schuhmacher (Germania Ovest)

Film pubblicitari
- Blick ins Paradies, regia di Hans Fischerkoesen (Germania Ovest)
- Het gala-Concert, regista non conosciuto (Paesi Bassi)
- The Story of Time, regia di Michael Stainer-Hutchins (Regno Unito)

Film d'arte e scienza
- Der Film entdeckte Kunstwerke indianischer Vorzeit, regia di Hans Cürlis (Germania Ovest)
- Goya, regia di Luciano Emmer (Italia)
- Il paradiso perduto, regia di Luciano Emmer e Enrico Gras (Italia)

## Premi

### Premi della giuria
Film drammatici
- Orso d'oro: Quattro in una jeep di Leopold Lindtberg e Elizabeth Montagu
- Orso d'argento: Il cammino della speranza di Pietro Germi
- Orso di bronzo:  Addio Mr. Harris di Anthony Asquith

Commedie
- Orso d'oro: ...e mi lasciò senza indirizzo di Jean-Paul Le Chanois
- Orso d'argento: Leva på Hoppet di Göran Gentele
- Orso di bronzo: La madre dello sposo di Mitchell Leisen

Film polizieschi o d'avventura
- Orso d'oro: Giustizia è fatta di André Cayatte
- Orso d'argento: non assegnato
- Orso di bronzo: Uomini sulla Luna di Irving Pichel

Film musicali
- Orso d'oro: Cenerentola di Wilfred Jackson, Hamilton Luske e Clyde Geronimi
- Orso d'argento: I racconti di Hoffmann di Michael Powell e Emeric Pressburger
- Orso di bronzo: non assegnato

Documentari
- Orso d'oro: La valle dei castori di James Algar
- Orso d'argento: non assegnato
- Orso di bronzo: The Undefeated di Paul Dickson

Film culturali
- Targa d'oro: Kleine Nachtgespenster di Eugen Schuhmacher
- Targa d'argento: Begone Dull Care di Norman McLaren e Evelyn Lambart
- Targa di bronzo: Der gelbe Dom di Eugen Schuhmacher

Film pubblicitari
- Targa d'oro: The Story of Time di Michael Stainer-Hutchins
- Targa d'argento: Het gala-Concert, regista non conosciuto
- Targa di bronzo: Blick ins Paradies di Hans Fischerkoesen

Film d'arte e scienza
- Targa d'oro: Der Film entdeckte Kunstwerke indianischer Vorzeit di Hans Cürlis
- Targa d'argento: Goya di Luciano Emmer
- Targa di bronzo: Il paradiso perduto di Luciano Emmer e Enrico Gras

### Premi speciali
- Premio della città di Berlino per gli eccellenti risultati cinematografici: Il Cristo proibito di Curzio Malaparte e Dio ha bisogno degli uomini di Jean Delannoy
- Certificato d'onore: Malata d'amore di Rolf Hansen
- Premi del pubblico:
- Grande placca di bronzo: Cenerentola di Wilfred Jackson, Hamilton Luske e Clyde Geronimi
- Piccola placca di bronzo: Addio Mr. Harris di Anthony Asquith